# Kely Méndez Riestra
Kely Méndez Riestra (Oviedo, 11  d'abril de 1960 - Oviedo, 9  de novembre de 2013) va ser una pintora i gravadora asturiana, amb un estil que es pot definir com a expressionisme abstracte.

## Biografia
Kely va cursos estudis de Filosofia i Lletres a la Universitat d'Oviedo, i després va ampliar la seva formació amb cursos específics de gravats.
La seva primera exposició individual va tenir lloc a Llangréu, al 1985, i al 1986, a Oviedo. Després d'un parèntesis de 10 anys, va tornar a exposar a la galeria Benedet al 1996 amb l'exposició En el camino. A l'any següent va presentar Un hombre desmemoriado a la galeria L.A. de Gijón. A l'any 2000 va exposar a la galeria Vértice, d'Oviedo. Al 2010 va exposar 'Un hueco en el vacío', a la galeria Gema Llamazares, de Gijón.
Kely va realitzar exposicions en moltes galeries espanyoles i d'altres ciutats europees, com París, Brussel·les o Lisboa. També va participar en varies ocasions a la fira ARCO.